# Эдуард Август, герцог Кентский
Принц Эдуард Август, герцог Кентский и Стратернский, граф Дублинский (англ. The Prince Edward Augustus, Duke of Kent and Strathearn, Earl of Dublin, 2 ноября 1767[…], Вестминстер, Великобритания — 23 января 1820[…], Сидмут, Великобритания) — британский военный и государственный деятель, четвёртый сын короля Георга III, отец королевы Виктории. Фельдмаршал с 5 сентября 1805 года.

## Биография
В 1791—1802 годах принц Эдуард служил в Канаде, где, помимо прочего, устроил линию оптического телеграфа от Галифакса до Аннаполиса. 23 апреля 1799 года получил титулы герцога Кентского и Стратернского, графа Дублинского, в этом же году, в мае был назначен Главнокомандующим морскими провинциями Великобритании в Северной Америке. Участвовал в Наполеоновских войнах (был комендантом Гибралтара во время морской войны с Францией). 5 сентября 1805 года получил чин фельдмаршала.
Постоянные денежные затруднения заставили его в 1816 году поселиться в Брюсселе, где он подвергался большим лишениям. В 1818 году, после смерти своей племянницы принцессы Шарлотты, поставившей Ганноверскую династию под угрозу вымирания, вступил в брак с Викторией, дочерью герцога Саксен-Кобург-Заальфельдского Франца, вдовствовавшей княгиней Лейнингенской (1786—1861). В этом браке родилась дочь Виктория, будущая королева Великобритании. Незадолго до смерти вернулся в Англию, умер от пневмонии за 6 дней до смерти отца, через 8 месяцев после рождения дочери. Похоронен в часовне Сент-Джеймс Виндзорского замка.